# ナタリア・アキロワ
ナタリア・アキロワ（Natalya Akilova、1993年5月31日 - ）は、カザフスタンの女子バレーボール選手。ポジションはセッター。元カザフスタン代表。

## 来歴

### クラブチーム
テミルタウ出身。2010年、Karagandaへ入団。2012/13シーズンはVC Zhetyssuへ移籍し、カザフスタン国内リーグで優勝を果たした。2013/14シーズンからは再びKaragandaで2年間プレーした。2017年、Altay VCへ移籍し、2017/18、2018/19シーズンのカザフスタン国内リーグで2連覇を果たし、アジアクラブ選手権に出場した。2019年、再びVC Zhetyssuと契約し、2019/20シーズンのカザフスタン国内リーグでは優勝し、自身もベストセッター賞を受賞した。2020/21、2021/22シーズンの国内リーグでは準優勝となった。2024年、Karagandaに加入し現役復帰した。

### 代表チーム
2011年、シニア代表に初選出され、同年のアジア選手権でデビューした。2016年に代表復帰し、リオデジャネイロ五輪世界最終予選に出場した。2017年、ワールドグランプリ、アジア選手権では正セッターとして活躍した。2018年、世界選手権、アジア競技大会に出場した。2019年、アジア選手権、東京五輪大陸間予選に出場した。

## 球歴
- 世界選手権 - 2018年
- ワールドグランプリ - 2016年、2017年
- アジア選手権 - 2011年、2017年、2019年
- 東京五輪大陸間予選 - 2019年

## 受賞歴
- 2020年 - 2019/20カザフスタンリーグ ベストセッター賞

## 所属クラブ
- Karaganda（2010-2012年）
- VC Zhetyssu（2012-2013年）
- Karaganda（2013-2015年）
- VC Zhetyssu（2016-2017年）
- Altay VC（2017-2019年）
- VC Zhetyssu（2019-2022年）
- Karaganda（2024年-）